# 1902년 미국 하원의원 선거
1902년 미국 하원의원 선거는 1902년 미국에서 치러진 하원의원 선거다.

## 선거 결과
| 정당       | 의석수 |
| ---------- | ------ |
| 공화당     | 209석  |
| 민주당     | 176석  |
| 은색공화당 | 1석    |
| 합계       | 386석  |